# Gwaith-i-Mírdain
En la novela El Silmarillion, escrita por el autor británico J. R. R. Tolkien, los Gwaith-i-Mírdain (Los alarifes de las joyas), o simplemente Mírdain, eran una hermandad de poderosos herreros Noldor que vivían en Eregion y conocían aún muchos de los secretos de Fëanor.
Sus habilidades eran tan amplias que llamaron la atención de los Enanos de Khazad-Dûm, de quienes fueron amigos y aliados, pero su deseo de conocer todo se convertiría en la razón de su destrucción.
Esta hermandad fue fundada por Celebrimbor, hijo de Curufin, hijo de Fëanor mismo.
En su cénit de habilidades, desearon conocer más sobre todo lo que había en la Tierra Media, y desearon el poder para controlarlo, pero no de una manera maligna ni hegemónica, sino una manera de entendimiento y preservación.
Sauron El Maia, disfrazado de una especie de anticipación a los Istari (Magos), llega a Eregion haciéndose llamar Annatar (Señor de los Dones), y mezcla sus conocimientos con los de los Noldor, fusión que termina en la creación de artefactos de gran poder sobre el mundo: los Anillos de Poder.
Los Mírdain son destruidos en la Caída de Eregion.
- Datos: Q3122514